# Maksym Dračenko
Maksym Olehovyč Dračenko (in ucraino Максим Олегович Драченко?; Čerkasy, 28 gennaio 1990) è un calciatore ucraino, centrocampista svincolato.

## Carriera
Ha giocato nella prima divisione ucraina ed in quella kazaka.

## Palmarès

### Club

#### Competizioni nazionali
- Perša Liha: 1

Olimpik Donec'k: 2013-2014